# Lac Christiane
Pour les articles homonymes, voir Christiane.
Le lac Christiane est un lac de la Grande Terre des îles Kerguelen dans les Terres australes et antarctiques françaises (TAAF).

## Géographie
Le lac est situé sur la péninsule Courbet.

## Toponymie
Ce nom a été donné par Jean-Claude Hureau, biologiste au Muséum national d'histoire naturelle à Paris, venu en mission aux Kerguelen en 1965-1966, en référence au prénom de son épouse.